# Friedrich Lissmann (Maler)
Friedrich Lissmann auch Fritz Lißmann  (* 4. Oktober 1880 in Bremen; † gefallen 27. September 1915 vor Ypern) war ein deutscher Vogel- und Tiermaler und Holzschneider.

## Leben

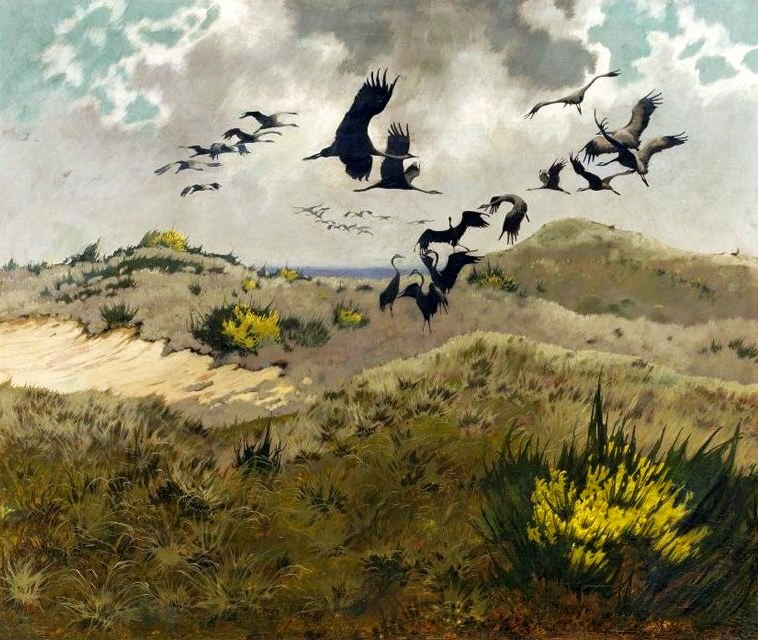
Kraniche in den Dünen, 1911

Lissman war der Sohn des Bass-Baritons Friedrich Heinrich Lissmann (1847–1894) und der Sopranistin Anna Marie Lissmann-Gutzschbach (1847–1928). Sein Bruder Hans Lissmann (1885–1964) war Opernsänger.
Ab 1883 lebte Lissmann in Hamburg. Er studierte an der Staatlichen Akademie der Bildenden Künste Karlsruhe unter Ernst Schurth, Weishaupt und Wilhelm Trübner und war ab 1906 selbstständig in Hamburg tätig.
Lissmann malte vor allem die Vogel- und Tierwelt Norddeutschlands und des skandinavischen Raumes.
Im Hamburger Stadtteil Barmbek-Nord ist seit 1929 die Straße Lißmannseck nach ihm und seinen Eltern benannt.